# Nymue
Nymue (tiếng Wales: Arglwyddes y Llyn, tiếng Breton: Itron an Lenn, tiếng Pháp: Demoiselle du Lac, tiếng Ý: Dama del Lago, tiếng Cornwall: Arloedhes an Lynn, tiếng Anh: Lady of the Lake, tiếng Trung: 湖中妖女) là một nhân vật truyền thuyết trong văn hóa châu Âu có liên đới thuật phù thủy và quyền năng siêu nhiên.

## Lịch sử
Cho tới thời điểm 2020, học giới đã thống kê được gần trăm từ vựng được nhận thức chung là nguyên danh nhân vật hồ trung yêu nữ trong các văn bản trung đại, tuy nhiên cái tên được coi là phổ thông nhất là Nimuë hay Nymue. Sau đây là liệt biểu các biến thể chí ít đã tồn tại trong thư tịch : Ninianne, Viviane, Nimane (Vulgate Merlin), Nimanne / Niv[i]en[n]e / Vivienne (Huth Merlin), Vivien, Vivian, Nimiane/Niniame (Về Arthour và về Merlin và Henry Lovelich với thi phẩm Merlin), Nymenche (Lancelot Propre), Nin[i]eve (Post-Vulgate Suite du Merlin), Niniane (Livre d'Artus), Niviana (Baladro del Sage Merlin), và Ui[n/ui]ane (Estoire de Merlin), Nymanne, Nynyane, Nymue, Nyneue, Nyneve, Nynyue, Nynyve, Nenyve...
Theo học giả lâu năm A. O. H. Jarman, cơ sở cho những biến thể khôn lường này là các từ vựng Cymru như chwyfleian, hwimleian, chwibleian đều hàm nghĩa "người lưu lãng yểu điệu" để đối sánh với từ vựng Myrddin Wyllt vốn là cổ thể của danh xưng nhân vật Merlin. Bởi trong hệ thống truyền thuyết Arthur, sự kết hợp hồ trung yêu nữ với phù thủy Merlin đem lại những dự ngôn và quyền năng vô biên cho nhóm nhân vật trung tâm, thậm chí nuôi dưỡng ý chí nghị lực để họ chỗi dậy trong sứ mạng săn lùng Thánh Tước.
Ngoài ra, trong hệ thống thần thoại Celt cũng không hiếm nhân vật có nguyên danh gần giống tự dạng trường hợp hồ trung yêu nữ. Một số học giả khác đề xuất thêm những chứng tích trong huyền thoại Norman và Pháp trung đại. Nhưng tựu trung, kể cả hồ trung yêu nữ và các nhân vật ít nhiều có thể liên hệ đều dẫn tới một thi pháp cổ hơn cả ngàn năm là Nýmphē (νύμφη), cho phù phẩm chất đã có sự biến chuyển theo thời đại. Trong các dịch phẩm Việt ngữ, nguyên danh nhân vật này thường được phiên thiết đại khái là Nam.

## Huyền sử
Hình tượng hồ trung yêu nữ bắt đầu xuất hiện từ thế kỷ XIII trong văn chương kị sĩ Pháp với tư cách tiên giáo đầu của nhân vật Lancelot. Trong tác phẩm Lancelot Thánh Tước, vị yêu nữ ngụ cơ ở mê lộ, tức là nơi giao thoa thế giới này với thế giới khác, thường hiển hiện qua ảo ảnh hồ nước. Ngoài Lancelot, bà còn đỡ đầu một số nhân vật khác bởi bà đã tiên tri số phận họ ắt lập công trạng trong hội Bàn Tròn. Tuy nhiên, trong bối cảnh thời đại Arthur, ba nhân vật trọng yếu nhất có liên đới hồ trung yêu nữ là kị sĩ Lancelot, phù thủy Merlin và vua Arthur, mà bộ ba này đều dẫn tới nhân vật ẩn dật hơn là Galahad.
Theo Lancelot Thánh Tước, hồ trung yêu nữ đã ba lần ra tay cứu Lancelot. Khi Lancelot phương trưởng, yêu nữ sai chàng tới Camelot trong bộ dạng Bạch Kị Sĩ (một phần bởi sự liên hệ nước với màu trắng). Trước khi Lancelot dong buồm sang Anh, bà biếu chàng chiếc nhẫn thần, mà nhờ thế về sau vương hậu Guinevere miễn nhiễm pháp lực của Morgan Tiên Nữ. Dù vậy, qua bao cơn nguy biến, cuối cùng Lancelot cũng không chạm được Thánh Tước chỉ vì quá si tình trước nhan sắc Guinevere.
Trong các huyền tích và sử thi về phù thủy Merlin, dường như mối quan hệ hồ trung yêu nữ và Merlin rất khắng khít. Yêu nữ thường báo cho Merlin biết trước mọi tai họa xảy đến với ông và triều đình Camelot. Tuy nhiên, thành tựu trọng yếu nhất trong mối quan hệ này là sự đưa đường chỉ lối tới việc thành lập Camelot và Đoàn Trác huynh đệ để tiến hành sứ mạng cao cả. Điều duy nhất Merlin trái lời hoặc hiểu lầm ý hồ trung yêu nữ, đấy là không biết cậu bé Galahad mới là người nâng Tước, rốt cuộc chọn bảo hộ vua Arthur và kị sĩ Lancelot - những con người xét ra chỉ có trí dũng mà thiếu đạo đức căn bản.
Ở tác phẩm Cái chết vua Arthur, khi vua Arthur ném thanh gươm gãy xuống hồ, yêu nữ đã trả lại ông một thanh Excalibur khác. Tình tiết này được cho là phỏng theo truyện Bác tiều phu trung thực trong Ngụ ngôn Aesop. Sau trận Camlann, thi hài vua Arthur được hồ trung yêu nữ sai các tinh linh đưa lên thuyền đem ra đảo Afallon.
Theo huyền thoại, bà vương Mab đã phong ấn lối vào nơi cư ngụ của hồ trung yêu nữ, khiến phù thủy Merlin phải vất vả đi tìm trong suốt hai chục năm sau cái chết của vua Arthur. Chỉ tới khi triều đại Mab suy vi, thế gian đổi thay tới mức không ai còn nhớ tới các kị sĩ Camelot nữa, phong ấn mới mất hiệu nghiệm. Thầy Merlin được con ngựa thần dẫn tới một hẻm núi sâu, hẻm núi dẫn vào khu rừng vàng, ở đấy có túp lều yêu nữ đang ở. Cả hai hội ngộ và sống bên nhau mãi mãi.

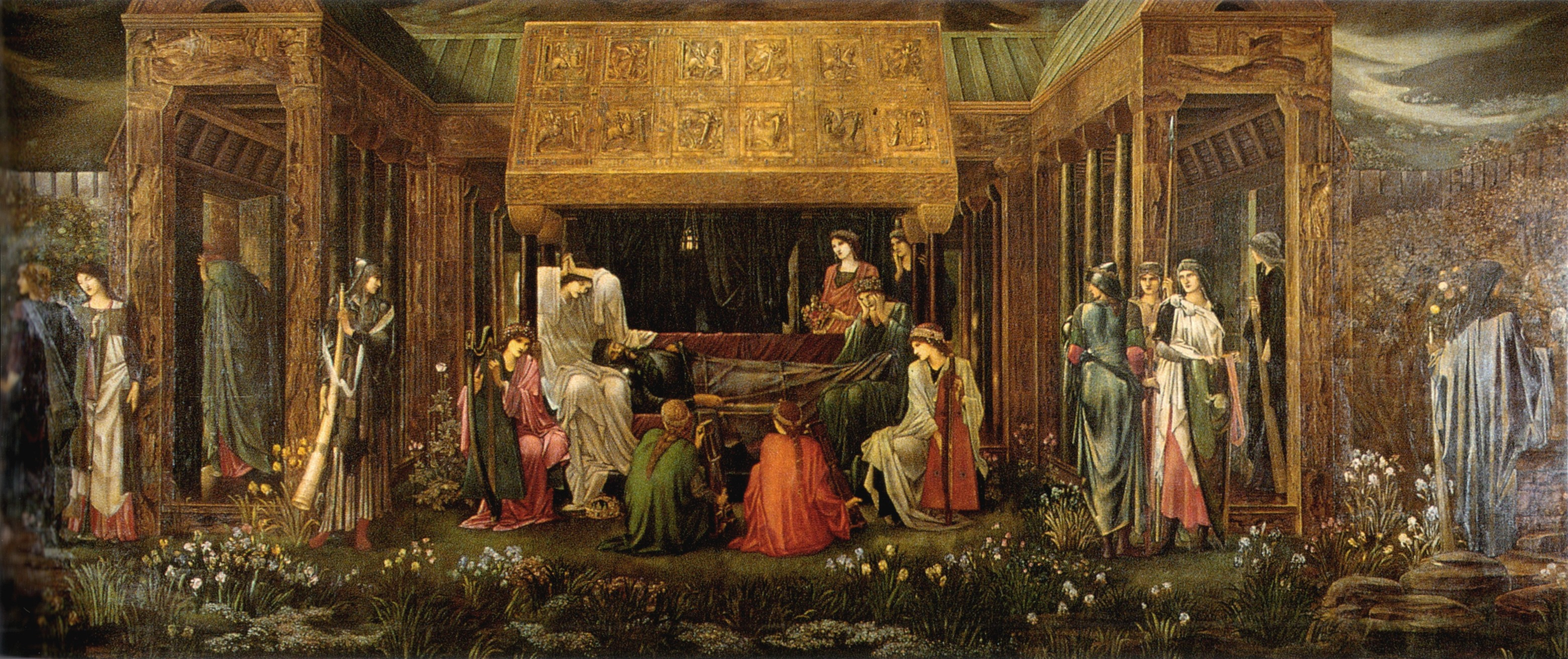
Vua Arthur an nghỉ ngàn thu ở Afallon, có hồ trung yêu nữ và các tinh linh hát ru cho ngài tròn giấc.

|  |  |  |  |  |  |  |

|  |  |  |  |  |  |  |

## Liên kết
1. ↑  Nathan Currin. "The Lady of the Lake ~ Other Characters in Arthurian Legend". King Arthur & The Knights of the Round Table.
2. ↑  Christopher Bruce (1999) The Arthurian Name Dictionary. In manuscript form, the letters u, n, v (written ıı) are all easily confounded, as is m with any of them plus the vowel i (all written ııı) or any two of them with im or mi (all written ıııı).
3. ↑  Markale, Jean (1995). Merlin: Priest of Nature (bằng tiếng Anh). Simon and Schuster. ISBN 978-1620554500.
4. ↑  Nitze, William A. (1954). "An Arthurian Crux: Viviane or Niniane?". Romance Philology. Quyển 7 số 4. tr. 326–330. ISSN 0035-8002. JSTOR 44938600.
5. ↑  Paton, Lucy Allen (1903). Studies in the Fairy Mythology of Arthurian Romance. Boston, Ginn & Co. – qua Internet Archive.
6. ↑  Mangle, Josh (2018). "Echoes of Legend: Magic as the Bridge Between a Pagan Past and a Christian Future in Sir Thomas Malory's Le Morte Darthur". Graduate Theses.
7. ↑  Jarman, A. O. H., "A Note on the Possible Welsh Derivation of Viviane", Gallica: Essays Presented to J. Heywood Thomas (Cardiff 1969) 1–12.
8. ↑  Jarman, A. O. H., "Hwimleian, Chwibleian", Bulletin of the Board of Celtic Studies 16 (1954–1956) 72–76.
9. ↑  Ford, Patrick K., "The Death of Merlin in the Chronicle of Elis Gruffudd", Viator : Medieval and Renaissance Studies, Vol 7 (1976), University of California Press, pp. 379–390, [381].
10. ↑  Lương Văn Hồng, Con nam ở bờ ao, theo nguyên bản Đức ngữ của anh em Grimm.

- The Lady of the Lake Lưu trữ ngày 23 tháng 12 năm 2023 tại Wayback Machine and Vivien[liên kết hỏng] at The Camelot Project